# Anartioschiza gabonica
Anartioschiza gabonica är en skalbaggsart som beskrevs av Thomson 1858. Anartioschiza gabonica ingår i släktet Anartioschiza och familjen Melolonthidae. Inga underarter finns listade i Catalogue of Life.